# Sibylina proroctví

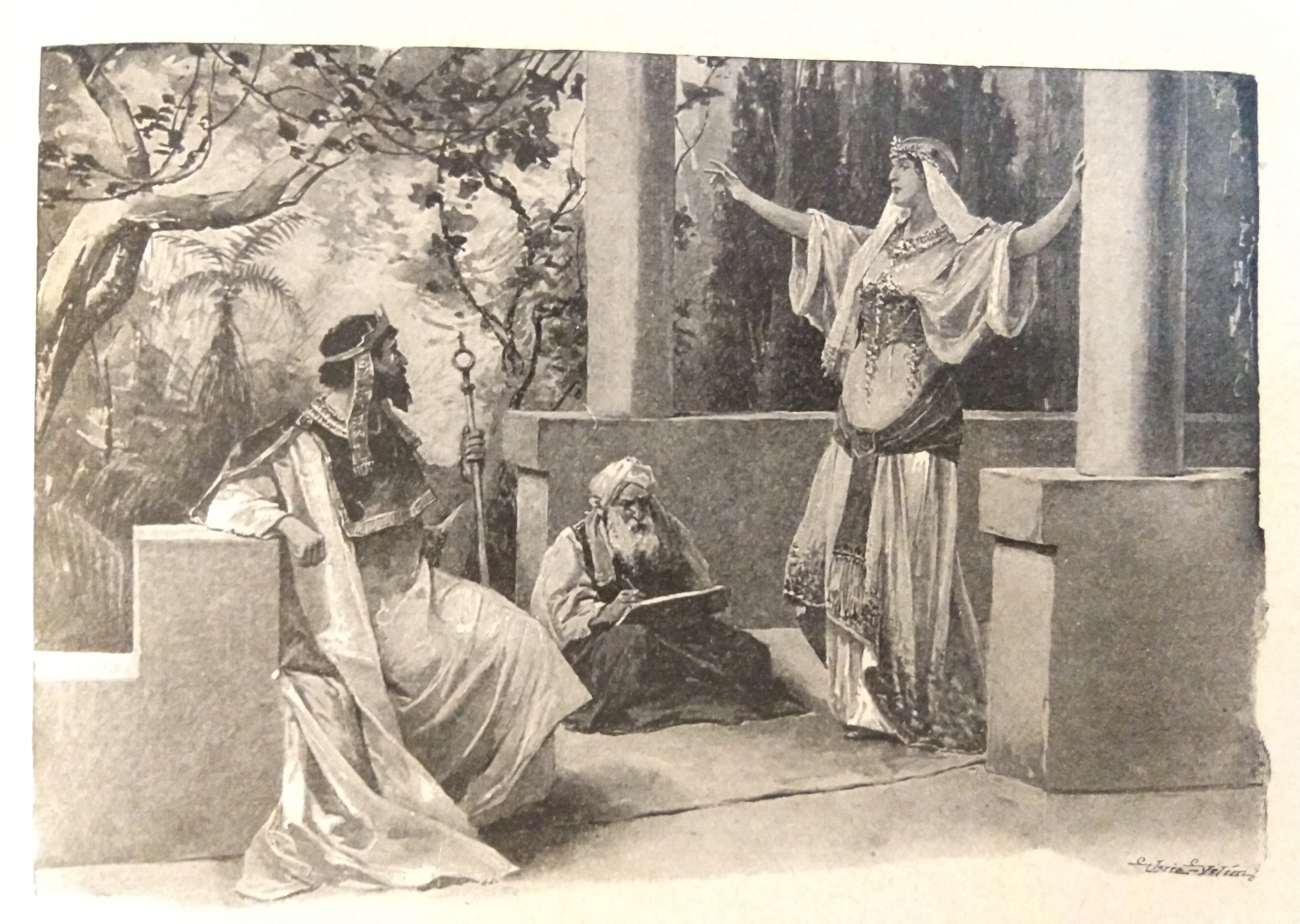
Prorokyně Sibylla (ilustrace knihy Staré pověsti české)

Sibylina proroctví nebo věštby, latinsky Oracula Sibyllina, je soubor velmi různorodých textů, pocházejících z doby mezi rokem 150 př. n. l. a rokem 300 n. l., který někde ve východní části Římské říše sestavil neznámý křesťanský autor v 6. století.
Nezaměňovat s římskými Sibylinskými knihami (Libri Sibyllini), které se nezachovaly.

## Popis
Soubor je rozdělen do 14 knih, které obsahují kratší i delší texty židovského, křesťanského i pohanského původu. Knihy I.-II. jsou křesťanské zpracování židovské předlohy, kdežto kniha III., kterou mnozí badatelé pokládají za nejstarší část souboru, je čistě židovského původu a vznikla patrně v Egyptě ve 2. století př. n. l. Kniha IV. je dílo židovského autora, vzniklé někdy kolem roku 80 a vedle narážky na zničení Pompejí roku 79 obsahuje i narážky na zničení Jerusalémského chrámu roku 70. Verše 49-101 obsahují starší text pohanského původu, obvykle datovaný do 3. století př. n. l., který shrnuje světové dějiny do čtyř následných království o deseti generacích. Kniha V. obsahuje velmi různorodé věštecké výroky (orákula), namířené například proti Egyptu nebo proti Římu, stať o válce mezi hvězdami, ale i seznam římských císařů až do Hadriána. Proto se obvykle datuje kolem roku 80.  Knihy VI.-VIII. jsou křesťanského původu, kdežto knihy IX. a X. jen opakují texty z jiných knih, a proto se v moderních vydáních vynechávají.

## Význam
Přes různá přepracování představují Sibylina proroctví cenný materiál pro studium spíše lidových náboženských a historických představ té doby, včetně výkladu politických událostí císařské doby.

## Působení
Křesťanští autoři od pozdní antiky pokládali Sibyly za prorokyně a od vrcholného středověku se knihy jejich (domnělých) výroků v Evropě velmi rozšířily, takže se někdy vyskytují i v rukopisech Bible. Lze je rozdělit do čtyř textových linií:
1. Eritrejská Sibyla (Sibylla eritrea) vychází z řecké předlohy a zmiňuje se o ní už svatý Augustin (+430).[2] Od 12. století byla velmi rozšířena.
2. Tiburtinská Sibyla (Sibylla tiburtina) vznikla v 11. století v jižní Itálii a měla největší vliv. Zachovala se ve více než 130 rukopisech a významně ovlivnila eschatologické představy pozdního středověku.
3. Sibyla Kúmská (Sibylla cumana)
4. a Delfská čili Samská měly podstatně menší význam.